# Nash Edgerton
Pour les articles homonymes, voir Edgerton.
Nash Edgerton, né le 19 janvier 1973 à Sydney, est un réalisateur, producteur et scénariste australien. Il est aussi acteur dans la plupart de ses films et coordinateur de cascades.

## Biographie
Il est le grand frère de l'acteur Joel Edgerton avec qui il collabore régulièrement au cinéma. Ensemble, ainsi qu'avec Kieran Darcy-Smith, Luke Doolan, Mirrah Foulkes, David Michôd et Spencer Susser, ils ont créé la société de production Blue-Tongue Films (en).
Spécialisé dans les cascades, il a travaillé sur des films tels que la trilogie Matrix, La Ligne rouge, Superman Returns ; il a aussi doublé Ewan McGregor dans Star Wars, épisode II : L'Attaque des clones et La Revanche des Sith.
Il a remporté de nombreux prix cinématographiques pour deux de ses courts métrages, Spider et Bear.

## Filmographie

### Réalisateur
- 1996 : Loaded (court métrage)
- 1997 : Deadline (court métrage)
- 1998 : Bloodlock (court métrage)
- 2001 : The Pitch (court métrage)
- 2003 : Fuel (court métrage)
- 2005 : Lucky (court métrage)
- 2005 : The IF Thing (court métrage)
- 2007 : Spider (court métrage)
- 2009 : Beyond Here Lies Nothin’ (clip vidéo pour Bob Dylan)
- 2009 : Must Be Santa (clip vidéo pour Bob Dylan)
- 2009 : The Square
- 2010 : Crossfire (clip vidéo pour Brandon Flowers)
- 2011 : Bear (court métrage)
- 2012 : Duquesne Whistle (clip vidéo pour Bob Dylan)
- 2013 : The Captain (court métrage)
- 2015 : The Night We Called It a Day (clip vidéo pour Bob Dylan)
- 2018 : Gringo
- 2018-2021 : Mr Inbetween (série télévisée)
- 2021 : Shark (court métrage)
- 2022 : Show Business (clip vidéo pour Hilltop Hoods feat. Eamon)
- 2023 : The Chase for Carrera (court métrage)
- 2023 : Far Enough (court métrage)

### Acteur
- 2003 : Matrix Reloaded des Wachowski : un agent de sécurité
- 2006 : Macbeth de Geoffrey Wright : Macdonwald
- 2007 : Spider (court métrage) de lui-même : Jack
- 2011 : Bear (court métrage) de lui-même : Jack
- 2012 : Zero Dark Thirty de Kathryn Bigelow : Nate
- 2014 : The Rover de David Michôd : un soldat
- 2014 : Son of a Gun de Julius Avery : Chris
- 2014 : Equalizer (The Equalizer) d'Antoine Fuqua : un des hommes de Teddy (non crédité)
- 2015 : American Ultra de Nima Nourizadeh : Beedle
- 2015 : Le Cadeau (The Gift) de Joel Edgerton : Frank
- 2016 : Jane Got a Gun de Gavin O'Connor : le vendeur de fourrures
- 2019 : In the Night (court métrage) de Thibaut Buccellato : Lucas
- 2020 : Invisible Man (The Invisible Man) de Leigh Whannell : l'agent de sécurité
- 2020 : June Again de JJ Winlove : Kyle
- 2021 : Shark (court métrage) de lui-même : Jack
- 2022 : Wolf Like Me (série télévisée) : Jayden
- 2023 : The Chase for Carrera (court métrage) de lui-même : le caméraman